# Poesia Acústica
Poesia Acústica é um projeto musical que reúne MC's em cima de um instrumental acústico, mesclando gêneros musicais populares como o trap, o rap, funk e o reggae, usando uma mesma base para rimar e marcado por temáticas românticas.
Foi lançado em maio de 2017 pela gravadora Pineapple Storm Records.

## Histórico

### Antecedentes
A gravadora Pineapple Storm Records nasceu em 2016 de uma parceria entre duas empresas de nichos diferentes: a marca de roupas urbanas Pineapple Supply e a produtora musical Brainstorm Estúdio. Inicialmente, a ideia original era realizar algumas produções audiovisuais para que novos artistas pudessem mostrar o seu trabalho e, dessa forma, divulgar os produtos da marca de roupas nos clipes.
O projeto Poetas no Topo foi o primeiro trabalho da equipe, reunindo nomes promissores do rap nacional no canal do YouTube PineappleStormTV, tendo sido lançado em dezembro de 2016. Em 2017, foi criado o projeto Perfil.

### Criação do projeto
Em busca de inovação, o produtor musical Lucas Malak teve a ideia de criar um projeto em que o rap utilizasse uma base acústica. Foi criado o Poesia Acústica, apostando no formato cypher, no qual vários MCs dividem uma mesma base para rimar e cantam uma música em conjunto com a mesma temática. O projeto busca dialogar gêneros musicais populares como o trap, o rap, funk e o reggae, além de ser marcado pelo uso de violão, temáticas românticas e canções longas que podem ultrapassar 10 minutos.
O Poesia Acústica #1- Descompasso do compasso foi lançado em 27 de maio de 2017, com Choice, Juyè e Jean Tassy.
O projeto é coordenado pelo produtor executivo da Pineapple, Paulo Alvarez, que faz o contato com os cantores, e pelo produtor musical Lucas Malak, que cria as bases musicais. O processo de criação das músicas envolvem os MCs, que também participam das composições.

### Turnê
Em janeiro de 2018, foi feito o primeiro show do projeto e, no mês de março, iniciou-se a turnê Poesia Acústica.

## Discografia

### Singles
| Ano  | Canção                                         | Voz/Letra                                                                                          | Ref.  |
| ---- | ---------------------------------------------- | -------------------------------------------------------------------------------------------------- | ----- |
| 2017 | Poesia Acústica #1 - Descompasso do Compasso   | Choice, Juyè e Jean Tassy                                                                          | [ 7 ] |
| 2017 | Poesia Acústica #2 - Sobre Nós                 | Delacruz, Maria, Ducon, Luiz Lins, Diomedes Chinaski, BK' e Kayuá                                  | [ 7 ] |
| 2017 | Poesia Acústica #3 - Capricorniana             | Choice, Lord, Sant, Maria e Tiago Mac                                                              | [ 7 ] |
| 2018 | Poesia Acústica #4 - Todo Mundo Odeia Acústico | Bob Do Contra, Mv Bill, Froid, Djonga, Azzy e Delacruz                                             | [ 7 ] |
| 2018 | Poesia Acústica #5 -Teu Popô Remix             | Hodari, Ducon, Chris, Kayuá, Don L, Luccas Carlos e Maria                                          | [ 7 ] |
| 2018 | Poesia Acústica #6 - Era Uma Vez               | Mc Cabelinho, Orochi, Bob, Maquiny, Azzy, Filipe Ret, Dudu e Xamã                                  | [ 7 ] |
| 2019 | Poesia Acústica #7 - Céu Azul                  | Hariel, Negra Li, Ducon, Kevin O Chris, Chris, Matuê, DK e Vitão                                   | [ 7 ] |
| 2019 | Poesia Acústica #8 - Amor e Samba              | Cesar Mc, Elana, Kayuá, Projota, Cynthia Luz, Froid, Mv Bill e Bob do Contra                       | [ 7 ] |
| 2020 | Poesia Acústica #9 - Melhor Forma              | L7nnon, Xamã, Chris, Cesar Mc, Lourena, Djonga e Filipe Ret                                        | [ 7 ] |
| 2020 | Poesia Acústica #10 - Recomeçar                | Mc Cabelinho, Orochi, JayA Luuck, Pk, Black, Delacruz, BK’ e Ludmilla                              | [ 7 ] |
| 2021 | Poesia Acústica #11 - Nada Mudou               | L7nnon, Chris, Ryan SP, Lourena, Xamã, Azzy, Mc Poze e Cynthia Luz                                 | [ 7 ] |
| 2022 | Poesia Acústica #12 - Pra Sempre               | Filipe Ret, Caio Luccas, Bin, Budah, Borges, Marina Sena, Teto e Luiz Lins                         | [ 7 ] |
| 2023 | Poesia Acústica #13                            | Mc Cabelinho, Tz da Coronel, Oruam, L7nnon, Chefin, N.I.N.A, Chris, Xamã, Elana Dara e Luísa Sonza | [ 7 ] |
| 2023 | Poesia Acústica #14                            | César Mc, Ryan SP, Lourena, Major RD, Derxan, Wiu, Djonga, Kayblack e Gloria Groove                | [ 7 ] |
| 2023 | Poesia Acústica #15                            | Mc Poze, Luiz Lins, MC Hariel, Azzy, JayA Luuck, Oruam, Slipmami, MC Cabelinho e Chefin            | [ 7 ] |
| 2024 | Poesia Acústica #16                            | Tz da Coronel, Mc PH, Filipe Ret, Ryan SP, Lourena, L7NNON, Orochi, Ana Castela, Xamã              | [ 7 ] |

## Recepção
Em 21 de novembro de 2024, o projeto ganhou uma produção especial da Som Livre, na TV Globo. Azzy, MC Hariel, Xamã, MC Cabelinho, Lourena e Delacruz foram os cantores convidados especiais do programa para compartilharem suas experiências com o projeto.